# Mantidactylus pauliani
Espèce
Statut de conservation UICN

 CR B2ab(iii) : 
En danger critique
Mantidactylus pauliani est une espèce d'amphibiens de la famille des Mantellidae.

## Répartition
Cette espèce est endémique de Madagascar. Elle se rencontre à environ 2 200 m d'altitude dans une zone d'environ 10 km2 à une quarantaine de kilomètres au Sud-Ouest de Tananarive dans le massif d'Ankaratra. Le site est 443 m plus bas que le sommet le plus haut du massif d'Ankaratra (2 643 m),.

## Étymologie
Cette espèce est nommée en l'honneur de Renaud Paulian.

## Publication originale
- Guibé, 1974 : Batraciens nouveaux de Madagascar. Bulletin du Museum National d'Histoire Naturelle, sér. 3, Zoologie, vol. 171, p. 1169-1192 (texte intégral).